# San Rocco (Zeitschrift)
San Rocco war eine Architekturzeitschrift in englischer Sprache mit ungewöhnlichen Sichtweisen auf das Thema Architektur und angrenzende Gebiete. Die Zeitschrift wurde 2010 in Venedig gegründet und 2019 eingestellt.

## Entstehungsgeschichte
Die Zeitschrift wurde im September 2010 anlässlich der Architekturbiennale in Venedig ins Leben gerufen und erschien dreimal im Jahr. Sie war nur für eine Laufzeit von fünf Jahren konzipiert, um eine Liste von vorher festgelegten Themen zu behandeln. Diese Laufzeit wurde 2016 um weitere fünf Jahre verlängert mit einer Liste von sieben Projekten.
Der Name San Rocco geht zurück auf einen Ort bei Monza in Italien. Dort nahmen die Architekten Aldo Rossi und Giorgio Grassi 1971 gemeinsam an einem Wettbewerb zu einem Wohnprojekt teil, das jedoch nie realisiert wurde, denn es war zu ungewöhnlich: Frei, hybrid und enigmatisch. Diese Erfahrung des Scheiterns, des Unvollendeten, des Unvorhersehbaren sollte der Ausgangspunkt für die Zeitschrift sein.
Die Zeitschrift wurde in schwarz-weiß produziert und von einem Netzwerk aus Architekten, Grafikdesignern und Fotografen erstellt. Gründer waren die Architekten Gianfranco Bombaci und Matteo Costanzo (2A+P/A) aus Rom, Pier Paolo Tamburelli und Andrea Zanderigo (Baukuh) aus Mailand, der Fotograf Stefano Graziani, das Büro OFFICE Kersten Geers David Van Severen aus Brüssel, das Grafikdesignstudio pupilla grafik, Büro Salottobuono und die Fotografin Giovanna Silva aus Mailand. 
Für jede Ausgabe wurden die Leser aufgefordert zum vorgegebenen Thema Beiträge einzureichen. Es war die erklärte Position der Redaktion: "San Rocco glaubt, dass Architektur kollektives Wissen ist, und dass kollektives Wissen das Produkt von Vielfalt ist".

## Zielsetzung
San Rocco verstand sich als Zeitschrift, geschrieben von Architekten für ein interessiertes Publikum. Sie sollte weder nützlich, noch ernsthaft oder freundlich sein. Auch Probleme lösen sollte sie nicht.
Für die ersten fünf Jahre wurden folgende Themen festgelegt:
0. Innocence (Unschuld)
1. Islands (Inseln)[9]
2. The even covering of the field (Die gleichmäßige Bedeckung des Feldes)[10]
3. Mistakes (Fehler)
4. Fuck concepts! Context! (Scheiß auf Konzepte! Kontext!)[11]
5. Scary architects (Gruselige Architekten)[12]
6. Collaborations (Zusammenarbeit)
7. Indifference (Gleichgültigkeit)
8. What’s Wrong with the Primitive Hut? (Was ist falsch an der Primitivhütte?)
9. Monks and Monkeys (Mönche und Affen)[13]
10. Ecology (Ökologie)
11. Happy Birthday, Bramante! (Alles Gute zum Geburtstag, Bramante!)
12. The client issue (Das Kundenproblem)
13. Pure Beauty (Reine Schönheit)
14. 66 (1966)
15. Muerte (Tod)

Für den ersten Zyklus von San Rocco schrieben: Kersten Geers, Oliver Thill, Pier Vittorio Aureli, Mark Lee, Freek Persyn, Irénée Scalbert, Daniele Pisani, Harry Gugger, Ido Avissar, Stefano Boeri, Pascal Flammer, Job Floris und Jimenez Lai.
Für den zweiten Fünfjahresplan wurde das Schlagwort „Sieben Projekte“ festgeschrieben. In jedem Band wurden sieben Projekte eines bestimmten Architekten besprochen und grafisch vorgestellt. Dafür wurden unter anderem folgende Architekten ausgesucht: Carlo Aymonino, César Pelli, Alexander Thomson, Jean Nouvel, Giacomo Barozzi da Vignola, John Portman, McKim, Mead, and White, Gianugo Polesello, Gian Lorenzo Bernini und Giuseppe Vaccaro.
Für die 13. Architekturbiennale in Venedig 2012 entwickelte das Redaktionsteam das Format „Book of Copies“. 100 Architekten waren gebeten worden, Material zu einem vorgegebenen Thema zusammenzustellen. Diese Materialsammlungen konnten vor Ort kopiert und weiterverwendet werden.

## Rezeption
In der Beilage Abitare der italienischen Tageszeitung Corriere della Sera wurde die neueste Ausgaben von San Rocco im Juni 2011 ausführlich besprochen und kommentiert. Auch ArchDaily widmet der Ausgabe Islands und der Sonderausgabe „Book of Copies“ einen ausführlichen Beitrag.
2013 wurde an San Rocco der Icon Award in der Kategorie Nachwuchsarchitekt des Jahres vergeben. Diese ungewöhnliche Preisvergabe damit wurde begründet, dass die Zeitschrift mit ihren Ausgaben wichtige architektonische Diskurse in Gang bringt.
Im Sommer 2013 wurden die ersten sechs Ausgaben des Magazin in Ungers Archiv für Architekturwissenschaften in Köln ausgestellt. Pier Paolo Tamburelli und Matteo Constanze wurden mit Anne-Julchen Bernhardt (BeL Sozietät für Architektur, Köln) und Freek Persyn (51N4E, Brüssel) zu einer Gesprächsrunde eingeladen.
Pro Ausgabe wurden 3.000 Exemplare verkauft, was die Zeitschrift zu einem einflussreichen Medium machte.
Die Zeitschrift wird in 146 Bibliotheken der Welt archiviert.